# Palatul de Justiție din Cluj-Napoca
Palatul de Justiție din Cluj-Napoca, situat la intersecția Pieței Ștefan cel Mare cu Calea Dorobanților, a fost construit în perioada 1898-1902 în stil eclectic. 

## Istoric
Este o clădire reprezentativă pentru arhitectura Belle Époque, după planurile asociației de proiectanți Epitotarsasag, Kotsis, Smiel, Fodor și Reisinger. Clădirea a fost proiectată de către arhitectul Gyula Wagner. Antreprenor a fost David Sebestyen. Clădirea a fost catalogată drept monument istoric și de arhitectură. În ea funcționează mai multe instanțe judecătorești, între care și Curtea de Apel Cluj.

## Descriere
Clădirea este parte a ansamblului arhitectonic din Piața Avram Iancu, ansamblu din care fac parte și Opera Română, Teatrul Național, Palatul Regionalei Căilor Ferate, Palatul Prefecturii, Palatul de Finanțe, Palatul Arhiepiscopiei Ortodoxe (fosta Direcție Silvică). Toate aceste clădiri au fost gândite și ridicate ca palate vaste, cu suficiente spații care pot fi folosite ca birouri, intrări și scări în stil monumental îndreptându-se către sălile de festivități și de ședințe.
Clădirea Palatului de Justiție are forma unui patrulater neregulat și conține 13 curți interioare gândite pentru a asigura ventilarea și iluminarea încăperilor existente. Există două intrări: una prin fațada nordică și o a doua prin cea vestică. Ambele fațade sunt extrem de ornamentate și prezintă la intrări câte un portic alcătuit din patru coloane dorice care susțin un balcon aflat la primul etaj. 
Frizele au fost ornamentate extrem de pretențios, cu motive vegetale, ghirlande, console și figuri rondo-bosso. Arcele, ancadramentele ferestrelor și cornișele sunt decorate cu figuri umane sculptate în piatră, de o excepțională valoare artistică. Elementele decorative au fost realizate din teracotă și piatră de Viștea, a cărei carieră se afla la doar 20 km depărtare de Cluj.
Pe acoperișul fațadei vestice a fost realizată o cupolă de 9 m lățime, 29 m lungime și înaltă de 8,6 m. Extrem de ornamentată cu piese din fier forjat și având o învelitoare alcătuită dintr-un strat de solzi de eternit aceasta sporește frumusețea edificiului.
Clădirea și-a păstrat de-a lungul timpului destinația inițială, pentru o perioadă ea adăpostind și alte instituții de stat ca Biblioteca Județeană Octavian Goga din Cluj, Editura Kriterion, Facultatea de Științe Economice, Școala Populară de Artă, Notariatul de Stat ș.a.